# Iratxe García
Iratxe García Pérez, née le 7 octobre 1974 à Barakaldo, est une femme politique espagnole, membre du Parti socialiste ouvrier espagnol (PSOE).

## Biographie
Lors des élections générales de 2000, elle est élue députée dans la province de Valladolid.
Elle est élue députée européenne lors des élections européennes de 2004, quelques mois après la fin de son mandat national. Elle a été réélue en 2009. Elle siège au sein de l'Alliance progressiste des socialistes et démocrates au Parlement européen. Au cours de la 7e législature, elle est membre de la commission des droits de la femme et de l'égalité des genres, dont elle devient la présidente le 8 juillet 2014. Elle est aussi membre de la commission de l'agriculture et du développement rural.
Le 1er mars 2017, elle est en une de certains journaux pour s'être opposée au député européen polonais Janusz Korwin-Mikke, qui justifie les inégalités salariales entre femmes et hommes.
Le 18 juin 2019, elle est élue à la présidence du groupe S&D au Parlement européen, succédant à l'allemand Udo Bullmann. Elle est réélue à ce poste le 25 juin 2024, pour la dixième législature.
En 2019, elle fait pression sur Ursula von der Leyen et obtient de la présidente de la commission européenne que le portefeuille du commissaire chargé des migrations soit renommé de « protection du mode de vie européen » en « promotion du mode de vie européen ».